# Embalse de Portbou
El embalse de Portbou es una infraestructura hidráulica española construida sobre el arroyo de Portbou, situada en el término municipal de Portbou, en la comarca del Alto Ampurdán, provincia de Gerona, Cataluña.
Fue construido entre 1973 y 1975 para solucionar el abastecimiento de agua potable de Portbou.
Es de los más pequeños que hay en Cataluña. La altura de la presa es de 27,5 m y su capacidad es de 1 hm³.